# Jogos Mundiais de 1997
Os Jogos Mundiais de 1997 foram a quinta edição dos Jogos Mundiais. Ocorreram em Lahti, Finlândia.

## Quadro de Medalhas
| Jogos Mundiais de 1997 Quadro de medalhas | Jogos Mundiais de 1997 Quadro de medalhas | Jogos Mundiais de 1997 Quadro de medalhas | Jogos Mundiais de 1997 Quadro de medalhas | Jogos Mundiais de 1997 Quadro de medalhas | Jogos Mundiais de 1997 Quadro de medalhas | Jogos Mundiais de 1997 Quadro de medalhas | Jogos Mundiais de 1997 Quadro de medalhas | Jogos Mundiais de 1997 Quadro de medalhas | Jogos Mundiais de 1997 Quadro de medalhas |   |   |
| Ranking                                   | Nação                                     | Esportes Oficiais                         | Esportes Oficiais                         | Esportes Oficiais                         | Esportes Oficiais                         | Esportes de Demonstração                  | Esportes de Demonstração                  | Esportes de Demonstração                  | Esportes de Demonstração                  |   |   |
| ----------------------------------------- | ----------------------------------------- | ----------------------------------------- | ----------------------------------------- | ----------------------------------------- | ----------------------------------------- | ----------------------------------------- | ----------------------------------------- | ----------------------------------------- | ----------------------------------------- | - | - |
| Ranking                                   | Nação                                     | 1                                         | Estados Unidos                            | 17                                        | 18                                        | 10                                        | 45                                        | 0                                         | 0                                         | 0 | 0 |
| 2                                         | Alemanha                                  | 16                                        | 16                                        | 10                                        | 42                                        | 0                                         | 0                                         | 0                                         | 0                                         |   |   |
| 3                                         | China                                     | 16                                        | 13                                        | 7                                         | 36                                        | 2                                         | 1                                         | 0                                         | 3                                         |   |   |
| 4                                         | Rússia                                    | 16                                        | 11                                        | 14                                        | 41                                        | 0                                         | 0                                         | 0                                         | 0                                         |   |   |
| 5                                         | Itália                                    | 12                                        | 12                                        | 15                                        | 39                                        | 1                                         | 1                                         | 0                                         | 2                                         |   |   |
| 6                                         | Suécia                                    | 8                                         | 6                                         | 9                                         | 23                                        | 2                                         | 0                                         | 0                                         | 2                                         |   |   |
| 7                                         | Reino Unido                               | 6                                         | 8                                         | 7                                         | 21                                        | 0                                         | 0                                         | 0                                         | 0                                         |   |   |
| 8                                         | Japão                                     | 6                                         | 3                                         | 5                                         | 14                                        | 0                                         | 0                                         | 2                                         | 2                                         |   |   |
| 9                                         | Bélgica                                   | 6                                         | 3                                         | 4                                         | 13                                        | 0                                         | 0                                         | 0                                         | 0                                         |   |   |
| 10                                        | França                                    | 5                                         | 12                                        | 7                                         | 24                                        | 1                                         | 1                                         | 0                                         | 2                                         |   |   |
|                                           |                                           |                                           |                                           |                                           |                                           |                                           |                                           |                                           |                                           |   |   |
| 32                                        | Brasil                                    | 1                                         | 0                                         | 2                                         | 3                                         | 0                                         | 0                                         | 0                                         | 0                                         |   |   |